# Rot-Weiss Essen 1966-1967
Questa voce raccoglie le informazioni riguardanti il Rot-Weiss Essen nelle competizioni ufficiali della stagione 1966-1967.

## Stagione
Nella stagione 1966-1967 il Rot Weiss Essen, allenato da Fritz Pliska e Heinz Wewers, concluse il campionato di Bundesliga al 17º posto. In Coppa di Germania il Rot Weiss Essen fu eliminato al primo turno dal Karlsruhe.

## Rosa
| N. |                     | Ruolo | Calciatore            |
| -- | ------------------- | ----- | --------------------- |
|    | Germania (bandiera) | P     | Fred-Werner Bockholt  |
|    | Germania (bandiera) | P     | Hermann Roß           |
|    | Germania (bandiera) | D     | Heinz-Dieter Borgmann |
|    | Germania (bandiera) | D     | Klaus Fetting         |
|    | Germania (bandiera) | D     | Jürgen Glinka         |
|    | Germania (bandiera) | D     | Werner Kik            |
|    | Germania (bandiera) | D     | Klaus Kolling         |
|    | Serbia (bandiera)   | D     | Vlado Saric           |
|    | Germania (bandiera) | D     | Heinrich Schulten     |
|    | Germania (bandiera) | D     | Adolf Steinig         |
|    | Germania (bandiera) | C     | Peter Dietrich        |

| N. |                        | Ruolo | Calciatore             |
| -- | ---------------------- | ----- | ---------------------- |
|    | Germania (bandiera)    | C     | Hans Dörre             |
|    | Germania (bandiera)    | C     | Eckehard Feigenspan    |
|    | Germania (bandiera)    | C     | Manfred Frankowski     |
|    | Germania (bandiera)    | C     | Heinz-Dieter Hasebrink |
|    | Germania (bandiera)    | C     | Heinz Simmet           |
|    | Germania (bandiera)    | A     | Franz Fliege           |
|    | Germania (bandiera)    | A     | Willi Koslowski        |
|    | Germania (bandiera)    | A     | Wolfgang Ladage        |
|    | Paesi Bassi (bandiera) | A     | Willi Lippens          |
|    | Germania (bandiera)    | A     | Helmut Littek          |
|    | Germania (bandiera)    | A     | Herbert Weinberg       |

## Organigramma societario
Area tecnica
- Allenatore: Heinz Wewers
- Allenatore in seconda:
- Preparatore dei portieri:
- Preparatori atletici:

## Calciomercato

### Sessione estiva
| Acquisti | Acquisti             | Acquisti             | Acquisti |
| R.       | Nome                 | da                   | Modalità |
| -------- | -------------------- | -------------------- | -------- |
| P        | Fred-Werner Bockholt | Bottrop              |          |
| C        | Peter Dietrich       | ESV Ingolstadt       |          |
| C        | Heinz Simmet         | Borussia Neunkirchen |          |

| Cessioni | Cessioni           | Cessioni             | Cessioni |
| R.       | Nome               | a                    | Modalità |
| -------- | ------------------ | -------------------- | -------- |
| A        | Hans-Jürgen Kurrat | Borussia Dortmund II |          |
| C        | Hannes Schaaf      | Eintracht Duisburg   |          |

## Risultati

### Bundesliga

#### Girone di andata
| Arbitro: | Malka |

|                         |           |  |
| van Haaren 30’ Lotz 78’ | Marcatori |  |

| Arbitro: | Riegg |

|                                              |           |           |
| Hasebrink 65’, 80’ Weinberg 87’ Borgmann 89’ | Marcatori | 81’ Kreuz |

| Arbitro: | Betz |

|                                                              |           |                        |
| Rummel 34’, 75’ Koppenhöfer 43’ Reitgassl 45’ Kapitulski 47’ | Marcatori | 23’ Lippens 54’ Simmet |

| Arbitro: | Handwerker |

|               |           |            |
| Hasebrink 15’ | Marcatori | 71’ Dörfel |

| Dortmund 17 settembre 1966, ore 16:00 CET 5ª giornata | Borussia Dortmund | 0 – 0 referto | Rot-Weiss Essen | Stadio Rote Erde (32 000 spett.)\| Arbitro: \| Sturm \| |
| Arbitro:                                              | Sturm             |               |                 |                                                         |

| Arbitro: | Biwersi |

|                                        |           |               |
| Koslowski 12’ Hasebrink 78’ Simmet 85’ | Marcatori | 62’ Ohlhauser |

| Arbitro: | Hilker |

|                      |           |  |
| Schult 52’ Meyer 63’ | Marcatori |  |

| Arbitro: | Reil |

|                                |           |  |
| Hasebrink 18’ Lippens 45’, 85’ | Marcatori |  |

| Arbitro: | Lutz |

|  |           |            |
|  | Marcatori | 81’ Simmet |

| Arbitro: | Schmidt |

|                             |           |          |
| Koslowski 60’ Hasebrink 88’ | Marcatori | 21’ Rupp |

| Arbitro: | Herden |

|            |           |              |
| Simmet 68’ | Marcatori | 62’ Bronnert |

| Arbitro: | Deuschel |

|            |           |               |
| Volkert 9’ | Marcatori | 42’ Hasebrink |

| Arbitro: | Jacobi |

|  |           |               |
|  | Marcatori | 12’ Zebrowski |

| Arbitro: | Horstmann |

|             |           |  |
| Grosser 20’ | Marcatori |  |

| Arbitro: | Kreitlein |

|             |           |                                       |
| Lippens 73’ | Marcatori | 29’ Jendrossek 68’ Löhr 72’ Magnusson |

| Braunschweig 10 dicembre 1966, ore 15:00 CET 16ª giornata | Eintracht Braunschweig | 0 – 0 referto | Rot-Weiss Essen | Stadion an der Hamburger Straße (15 000 spett.)\| Arbitro: \| Handwerker \| |
| Arbitro:                                                  | Handwerker             |               |                 |                                                                             |

| Arbitro: | Spinnler |

|               |           |                            |
| Koslowski 80’ | Marcatori | 13’, 56’ Köppel 28’ Peters |

#### Girone di ritorno
| Arbitro: | Siebert |

|  |           |            |
|  | Marcatori | 11’ Müller |

| Arbitro: | Seiler |

|                  |           |            |
| Kreuz 28’ (rig.) | Marcatori | 55’ Simmet |

| Arbitro: | Ohmsen |

|             |           |              |
| Dietrich 5’ | Marcatori | 38’ Rehhagel |

| Arbitro: | Heumann |

|            |           |              |
| Dörfel 57’ | Marcatori | 79’ Dietrich |

| Arbitro: | Herden |

|             |           |           |
| Lippens 75’ | Marcatori | 29’ Wosab |

| Arbitro: | Linn |

|                                  |           |            |
| Müller 18’, 36’, 80’ Rigotti 74’ | Marcatori | 33’ Glinka |

| Arbitro: | Redelfs |

|  |           |                                              |
|  | Marcatori | 13’ Straus 37’ Gerhardt 52’ Meyer 57’ Hoffer |

| Arbitro: | Regely |

|              |           |  |
| Rodekamp 25’ | Marcatori |  |

| Arbitro: | Ott |

|                                       |           |            |
| Lippens 14’ Littek 52’ Frankowski 80’ | Marcatori | 50’ Müller |

| Arbitro: | Tschenscher |

|                                        |           |                             |
| Heynckes 9’, 76’ Laumen 42’ Wimmer 73’ | Marcatori | 16’, 39’ Lippens 67’ Littek |

| Arbitro: | Link |

|                                          |           |  |
| Abbé 12’, 80’ Bechtold 48’, 74’ Lotz 75’ | Marcatori |  |

| Arbitro: | Schulenburg |

|             |           |            |
| Lippens 13’ | Marcatori | 63’ Strehl |

| Brema 29 aprile 1967, ore 16:00 CET 30ª giornata | Werder Brema | 0 – 0 referto | Rot-Weiss Essen | Weserstadion (10 000 spett.)\| Arbitro: \| Kreitlein \| |
| Arbitro:                                         | Kreitlein    |               |                 |                                                         |

| Arbitro: | Ohmsen |

|                            |           |                              |
| Hasebrink 38’ Dietrich 50’ | Marcatori | 77’ Steiner 79’ Brunnenmeier |

| Arbitro: | Jacobi |

|                  |           |            |
| Overath 75’, 85’ | Marcatori | 9’ Lippens |

| Essen 27 maggio 1967, ore 16:00 CET 33ª giornata | Rot-Weiss Essen | 0 – 0 referto | Eintracht Braunschweig | Georg-Melches-Stadion (32 000 spett.)\| Arbitro: \| Riegg \| |
| Arbitro:                                         | Riegg           |               |                        |                                                              |

| Arbitro: | Schulz |

|           |           |  |
| Gress 11’ | Marcatori |  |

### Coppa di Germania
| Arbitro: | Picker |

|               |           |                               |
| Koslowski 35’ | Marcatori | 35’ Strelczyk 76’ Cieslarczyk |

## Statistiche

### Statistiche di squadra
| Competizione      | Punti | In casa | In casa | In casa | In casa | In casa | In casa | In trasferta | In trasferta | In trasferta | In trasferta | In trasferta | In trasferta | Totale | Totale | Totale | Totale | Totale | Totale | DR  |
| Competizione      | Punti | G       | V       | N       | P       | Gf      | Gs      | G            | V            | N            | P            | Gf           | Gs           | G      | V      | N      | P      | Gf     | Gs     | DR  |
| ----------------- | ----- | ------- | ------- | ------- | ------- | ------- | ------- | ------------ | ------------ | ------------ | ------------ | ------------ | ------------ | ------ | ------ | ------ | ------ | ------ | ------ | --- |
| Bundesliga        | 25    | 17      | 5       | 7       | 5       | 24      | 23      | 17           | 1            | 6            | 10           | 11           | 30           | 34     | 6      | 13     | 15     | 35     | 53     | -18 |
| Coppa di Germania | -     | 1       | 0       | 0       | 1       | 1       | 2       | 0            | 0            | 0            | 0            | 0            | 0            | 1      | 0      | 0      | 1      | 1      | 2      | -1  |
| Totale            | 25    | 18      | 5       | 7       | 6       | 25      | 25      | 17           | 1            | 6            | 10           | 11           | 30           | 35     | 6      | 13     | 16     | 36     | 55     | -19 |

### Andamento in campionato
| Giornata  | 1  | 2 | 3  | 4  | 5  | 6 | 7  | 8 | 9 | 10 | 11 | 12 | 13 | 14 | 15 | 16 | 17 | 18 | 19 | 20 | 21 | 22 | 23 | 24 | 25 | 26 | 27 | 28 | 29 | 30 | 31 | 32 | 33 | 34 |
| --------- | -- | - | -- | -- | -- | - | -- | - | - | -- | -- | -- | -- | -- | -- | -- | -- | -- | -- | -- | -- | -- | -- | -- | -- | -- | -- | -- | -- | -- | -- | -- | -- | -- |
| Luogo     | T  | C | T  | C  | T  | C | T  | C | T | C  | C  | T  | C  | T  | C  | T  | C  | C  | T  | C  | T  | C  | T  | C  | T  | C  | T  | T  | C  | T  | C  | T  | C  | T  |
| Risultato | P  | V | P  | N  | N  | V | P  | V | V | V  | N  | N  | P  | P  | P  | N  | P  | P  | N  | N  | N  | N  | P  | P  | P  | V  | P  | P  | N  | N  | N  | P  | N  | P  |
| Posizione | 16 | 6 | 12 | 12 | 13 | 9 | 13 | 9 | 7 | 5  | 5  | 5  | 8  | 11 | 12 | 12 | 12 | 12 | 13 | 14 | 12 | 13 | 16 | 17 | 18 | 16 | 16 | 18 | 18 | 17 | 17 | 17 | 17 | 17 |

Legenda:

Luogo: C = Casa; T = Trasferta. Risultato: V = Vittoria; N = Pareggio; P = Sconfitta.

### Statistiche dei giocatori
| Giocatore     | Bundesliga | Bundesliga | Bundesliga  | Bundesliga | Coppa di Germania | Coppa di Germania | Coppa di Germania | Coppa di Germania | Totale   | Totale | Totale      | Totale     |
| Giocatore     | Presenze   | Reti       | Ammonizioni | Espulsioni | Presenze          | Reti              | Ammonizioni       | Espulsioni        | Presenze | Reti   | Ammonizioni | Espulsioni |
| ------------- | ---------- | ---------- | ----------- | ---------- | ----------------- | ----------------- | ----------------- | ----------------- | -------- | ------ | ----------- | ---------- |
| F. Bockholt   | 13         | 0          | 0           | 0          | 0                 | 0                 | 0                 | 0                 | 13       | 0      | 0           | 0          |
| H. Borgmann   | 8          | 1          | 0           | 0          | 1                 | 0                 | 0                 | 0                 | 9        | 1      | 0           | 0          |
| P. Dietrich   | 28         | 3          | 0           | 0          | 0                 | 0                 | 0                 | 0                 | 28       | 3      | 0           | 0          |
| H. Dörre      | 14         | 0          | 0           | 0          | 1                 | 0                 | 0                 | 0                 | 15       | 0      | 0           | 0          |
| E. Feigenspan | 1          | 0          | 0           | 0          | 0                 | 0                 | 0                 | 0                 | 1        | 0      | 0           | 0          |
| K. Fetting    | 28         | 0          | 0           | 0          | 1                 | 0                 | 0                 | 0                 | 29       | 0      | 0           | 0          |
| F. Fliege     | 5          | 0          | 0           | 0          | 1                 | 0                 | 0                 | 0                 | 6        | 0      | 0           | 0          |
| M. Frankowski | 29         | 1          | 0           | 0          | 1                 | 0                 | 0                 | 0                 | 30       | 1      | 0           | 0          |
| J. Glinka     | 15         | 1          | 0           | 0          | 1                 | 0                 | 0                 | 0                 | 16       | 1      | 0           | 0          |
| H. Hasebrink  | 17         | 8          | 0           | 0          | 0                 | 0                 | 0                 | 0                 | 17       | 8      | 0           | 0          |
| W. Kik        | 32         | 0          | 0           | 0          | 0                 | 0                 | 0                 | 0                 | 32       | 0      | 0           | 0          |
| K. Kolling    | 0          | 0          | 0           | 0          | 0                 | 0                 | 0                 | 0                 | 0        | 0      | 0           | 0          |
| W. Koslowski  | 25         | 3          | 0           | 0          | 1                 | 1                 | 0                 | 0                 | 26       | 4      | 0           | 0          |
| W. Ladage     | 2          | 0          | 0           | 0          | 1                 | 0                 | 0                 | 0                 | 3        | 0      | 0           | 0          |
| W. Lippens    | 24         | 10         | 0           | 0          | 0                 | 0                 | 0                 | 0                 | 24       | 10     | 0           | 0          |
| H. Littek     | 10         | 2          | 0           | 0          | 0                 | 0                 | 0                 | 0                 | 10       | 2      | 0           | 0          |
| H. Roß        | 21         | 0          | 0           | 0          | 1                 | 0                 | 0                 | 0                 | 22       | 0      | 0           | 0          |
| V. Saric      | 6          | 0          | 0           | 0          | 0                 | 0                 | 0                 | 0                 | 6        | 0      | 0           | 0          |
| H. Schulten   | 5          | 0          | 0           | 0          | 1                 | 0                 | 0                 | 0                 | 6        | 0      | 0           | 0          |
| H. Simmet     | 33         | 5          | 0           | 0          | 1                 | 0                 | 0                 | 0                 | 34       | 5      | 0           | 0          |
| A. Steinig    | 25         | 0          | 0           | 0          | 0                 | 0                 | 0                 | 0                 | 25       | 0      | 0           | 0          |
| H. Weinberg   | 33         | 1          | 0           | 0          | 0                 | 0                 | 0                 | 0                 | 33       | 1      | 0           | 0          |